# Overdrive (automobile)
Pour les articles homonymes, voir Overdrive.

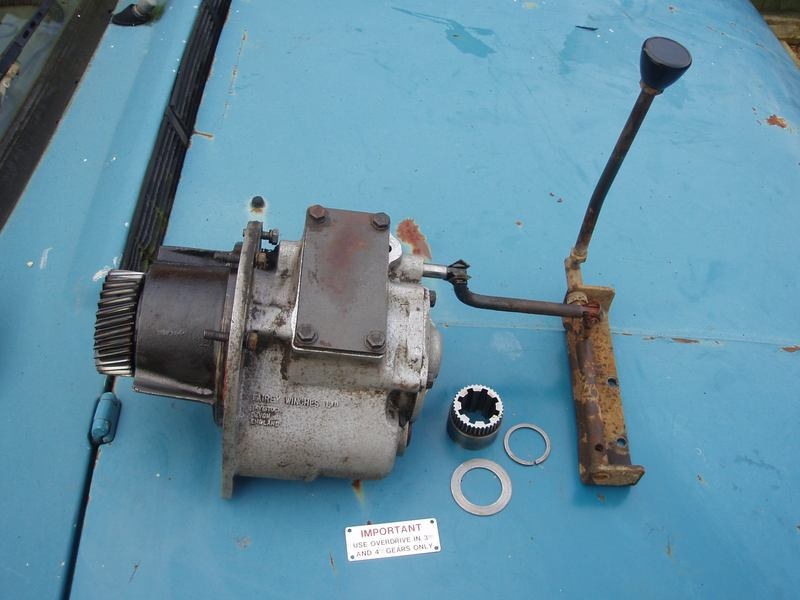
Overdrive Fairey à commande mécanique, pour Range Rover Classic.

Un overdrive est un système mécanique adjoint à une boîte de vitesses dans le but de surmultiplier les rapports de transmission. Il contient des pignons, un embrayage et une commande électrique ou mécanique.
Assez répandu dans les années 1950 et 1960, l'overdrive a notamment été proposé sur les Jaguar, Aston Martin, Ferrari, Austin-Healey, MG, Sunbeam, Jensen, Bristol, AC, Volvo, Armstrong Siddeley, Land Rover Series, Range Rover Classic, Simca Chambord, Facel Vega et Triumph TR, ainsi que sur certaines Studebaker des années 1950.
Le système d'overdrive le plus répandu dans les années 1960-70 était manufacturé par la société anglaise Laycock-De Normanville. Il était adapté à la disposition classique moteur avant dans le sens de la marche et transmission par arbre vers les roues arrière motrice.
À cette époque, l'augmentation de puissance continue des moteurs se faisait au détriment de la souplesse et du couple. Les boîtes 3 vitesses (la norme des années 1940 et 50) étaient devenues inadaptées et la plupart des boîtes de vitesses étaient à 4 rapports avec la 4° en prise directe (l'arbre de sortie de boîte tourne à la même vitesse que le volant moteur). Cependant, l'escalade à la puissance se poursuivant, ainsi que la généralisation des autoroutes (imposant des parcours prolongées à haut régime et une forte charge aux moteurs), certains constructeurs automobiles préférèrent dans un premier temps adapter l'overdrive Laycock en cascade derrière la boîte à 4 vitesses. Cette installation avait l'avantage de nécessiter peu de modifications, ce qui évitait les coûts de développement d'une vraie boîte 5 vitesses. Certains montages se faisaient même en post commercialisation dans des ateliers indépendants. Ce fut la solution pour beaucoup de voitures (de sport notamment) du groupe British Leyland mais aussi des voitures suédoises comme la Volvo P1800 et Volvo 240.
La commande était électrique (un petit contacteur sur le tableau de bord, puis directement sur le pommeau du levier de vitesses).
Autre forme d'overdrive : la double gamme de vitesses (boîte 4 + surmultiplicateur Route/Montagne) installé dans les années 1980 par Mitsubishi sur les versions sportives de la Colt en concurrence avec les petites sportives GTI de Volkswagen, Renault ou Peugeot.

## Motocyclisme
Des systèmes surmultiplicateurs ont également existé dans le domaine motocycliste mais uniquement en compétition, pour tirer profit des règlements sportifs de l'époque.
Dans les années 1960, avec le déferlement des fabricants motocyclistes japonais en Europe et aux États-Unis, les petites cylindrées (catégories 50 et 125 cm3) représentent un marché convoité et les jeunes baby-boomers sont sensibles à l'attrait des victoires en Grand Prix. Il faut gagner à tout prix et la firme Honda (qui ne produit quasiment que des moteurs 4 temps) doit lutter contre Yamaha et Suzuki, qui produisent des moteurs 2 temps au rendement spécifique intrinsèquement plus élevé (1 temps moteur à chaque tour de vilebrequin). S'ensuit une course à la sophistication qui voit apparaître des moteurs de 50 cm3 à 2 cylindres et des 125 cm3 à 4, voire 5 cylindres, d'un rendement spécifique de plus de 300 cv au litre, tournant parfois à plus de 22 000 tours par minute. Ces fantastiques et coûteuses pièces d'horlogerie ont une plage de régime exploitable très étroite (moteurs « pointus » en jargon de pilote), n'ont aucune puissance en dessous de 16 000 tr/min (voire coupure) et peuvent purement et simplement se détruire au delà de 22 000 tr/min.
Pour exploiter, même difficilement, ces moteurs il faut des boîtes de vitesses spéciales : boîte classique à 4, 5 ou 6 rapports associées à un surmultiplicateur (ou boîte relais) à 2 ou 3 vitesse donnant au total 8, 9, 10 ou 12 rapports. Devant cette course à la sophistication et à l'escalade technique (qui étrangle les constructeurs européens traditionalistes et sous-capitalisés) qui n'a pas de retombées sur les motos du commerce, la Fédération Sportive décide en 1968 de limiter les boîtes à 6 rapports et le nombre de cylindres à un seul pour les 50 cm3 et 2 pour la catégorie 125 cm3.
Cette décision provoquera le retrait de Honda mais obligera les adeptes du deux-temps concurrents (Yamaha, Suzuki, mais aussi Kreidler, MZ et Aermacchi Harley-Davidson) à travailler la souplesse des moteurs avec des systèmes comme le distributeur rotatif ou les valves d'admission et d'échappement variables, qui déboucheront sur des applications en série.